# Becki Newton
Rebecca Sara "Becki" Newton (* 4. července 1978, New Haven, Connecticut, Spojené státy americké) je americká herečka. Její nejznámější role jsou Amanda Tanen v Ošklivce Betty a Quinn v seriálu Jak jsem poznal vaši matku.

## Životopis
Narodila se v New Havenu v Connecticutu a byla vychována v městě Guilford. Je anglického a českého původu. Studovala na University of Pennsylvania, kde získala bakalářský titul v evropské historii. V době na univerzitě byla členkou sesterstva Alpha Chi Omega.
Po maturitě se přestěhovala do New Yorku a získala několik rolí v televizních reklamách, například pro Olive Garden.

## Kariéra
Ztvárnila Amandu Tanen v komediálním seriálu Ošklivka Betty, v letech 2006 až 2010. Spolu se svým kolegou Michaelem Uriem moderovala Official Ugly Betty Podcast. Také se objevila v internetové verzi Mode After Hours. Seriál byl zrušen po čtyřech úspěšných sériích.
Na konci roku 2009 vystupovala v muzikálu Girl Crazy, který režíroval Jerry Zaks. Ztvárnila roli Molly Gray a vystupovala se svým skutečný manželem Chrisem Diamantopoulem.
Ztvárnila jednu z hlavních rolí v seriálu Láska bolí, který vytvořila Cindy Chupack, jež předtím pracovala na seriálu Sex ve městě. NBC si seriál objednala v květnu 2010. Nicméně Newton oznámila své těhotenství, její kolegyně Jordana Spiro byla vázána i k jiným seriálům a Chupack chtěla seriál opustit, díky čemuž se natočila jen polovina série. Seriál se nakonec vysílal v létě 2011 a byl po osmi epizodách zrušen. V listopadu 2011 byla Newton obsazena do seriálu Jak jsem poznal vaši matku jako dočasná přítelkyně Barneyho Stinsona, kterého ztvárnil Neil Patrick Harris. V roce 2013 si zahrála v seriálu The Goodwin Games. V roce 2018 získala vedlejší roli Jackie Giannopolis v seriálu stanice HBO Rozvod.

## Osobní život
Svého manžela Chrise Diamantopoula potkala ve stanici metra v New Yorku a vzali se dne 12. května 2005. Dne 1. července 2010 bylo oznámeno, že pár čeká své první dítě. Newton porodila jejich syna na začátku listopadu 2010. Dceru mu porodila na začátku roku 2014.
Její starší bratr Matt je také hercem. Hostoval jako přítel Ošklivé Betty ve stejnojmenném seriálu. Její matka Jennifer je též herečkou a její teta Stephanie Chase je houslistkou.

## Filmografie

### Film
| Rok  | Název              | Role     | Poznámky |
| ---- | ------------------ | -------- | -------- |
| 2004 | P.S.               | Rebecca  |          |
| 2007 | Melodie mého srdce | Jennifer |          |

### Televize
| Rok       | Název                                     | Role                                     | Poznámky                                                                                          |
| --------- | ----------------------------------------- | ---------------------------------------- | ------------------------------------------------------------------------------------------------- |
| 2001      | Burly TV                                  | Moderátorka                              | Varietní pořad                                                                                    |
| 2003      | Odložené případy                          | Mladá Melanie Whitley                    | díl: „Když hradba povolí“                                                                         |
| 2003–2004 | U nás ve Springfieldu                     | Fantazijní dcera                         |                                                                                                   |
| 2004      | The Men's Room                            | Lily                                     | Neprodaný pilotní díl pro NBC                                                                     |
| 2004      | The Dave Sheridan Show                    | Erin                                     | Neprodaný pilotní díl pro WB                                                                      |
| 2004      | American Dreams                           | Mindy                                    | 3 díly                                                                                            |
| 2004      | Zákon a pořádek: Útvar pro zvláštní oběti | Colleen Heaton                           | díl: „Bezmocné ženy“                                                                              |
| 2005      | Čarodějky                                 | Nová Piper                               | díl: „Děje se tu cosi čarodějného, část druhá“                                                    |
| 2006–2010 | Ošklivka Betty                            | Amanda Tanen Ruthie Mladá Fey Sommers    | Hlavní role Nominace – Screen Actors Guild Award pro nejlepší výkon obsazení komediálního seriálu |
| 2007      | Americký táta                             | Blondýna (hlas)/ Paní Hanniganová (hlas) | 2 díly                                                                                            |
| 2008–2009 | Mode After Hours                          | Amanda Tanen                             | Internetový seriál                                                                                |
| 2011      | Homegrown                                 | Eileen                                   | Neprodaný pilotní díl od CBS                                                                      |
| 2011      | Láska bolí                                | Annie Matopoulos                         | hlavní role, 6 dílů                                                                               |
| 2012–2013 | Jak jsem poznal vaši matku                | Quinn Garvey                             | 10 dílů                                                                                           |
| 2013      | The Goodwin Games                         | Chloe Goodwin                            | hlavní role, 7 dílů                                                                               |
| 2014      | Mickey Mouse                              | Servírka na výletní lodi (hlas)          | díl: „Flipperboobootosis“                                                                         |
| 2014      | Americký táta                             | Margie (hlas)                            | díl: „Introducing the Naughty Stewardesses“                                                       |
| 2015      | Weird Loners                              | Caryn Goldfarb                           | hlavní role, 6 dílů                                                                               |
| 2018      | Rozvod                                    | Jackie Giannopolis                       | vedlejší role, 5 dílů                                                                             |
| 2022      | Advokát                                   | Lorna                                    | vedlejší role                                                                                     |